# Stazione di Ain Sebaa
La stazione di Ain Sebaa è una stazione di Casablanca, in Marocco, situata nell'omonimo quartiere.
È un punto di corrispondenza molto importante per la città di Casablanca, per gli scambi con i treni della rete regionale e quelli ad alta velocità.